# Professor Green
Professor Green (rodným jménem Stephen Paul Manderson; * 27. listopadu 1983 Londýn) je britský rapper. Své první album nazvané Alive Till I'm Dead vydal v červenci 2010 u vydavatelství Virgin Records, druhé vyšlo v říjnu 2011 a neslo název At Your Inconvenience. Na jeho prvním albu se objevili v roli hostů například Emeli Sandé nebo Lily Allen. Třetí album Growing Up in Public vyšlo v září roku 2014. Na úvodním singlu „Are You Getting Enough?“, který vyšel již v červenci 2013, hostuje Miles Kane.

## Diskografie
- Alive Till I'm Dead (2010)
- At Your Inconvenience (2011)
- Growing Up in Public (2014)